# 1972年のMLBドラフト
1972年のMLBドラフト（1972 First-Year Player Draft）とは、1972年6月に行われたMLBのアマチュアドラフトである。

## 1巡目指名
|  | = オールスターゲーム選出 |

| 順位 | 選手                           | チーム                         | 守備位置 | 学校                             |
| ---- | ------------------------------ | ------------------------------ | -------- | -------------------------------- |
| 1    | デーブ・ロバーツ               | サンディエゴ・パドレス         | 三塁手   | オレゴン大学                     |
| 2    | リック・マニング               | クリーブランド・インディアンス | 遊撃手   | ラサール高校                     |
| 3    | ラリー・クリステンソン         | フィラデルフィア・フィリーズ   | 投手     | メアリーズビル高校               |
| 4    | ロイ・ハウエル                 | テキサス・レンジャーズ         | 三塁手   | ロンポック高校                   |
| 5    | ボブ・グッドマン               | モントリオール・エクスポズ     | 捕手     | ビショップ・バーンズ高校         |
| 6    | ダン・トーマス                 | ミルウォーキー・ブルワーズ     | 一塁手   | サザンイリノイ大学               |
| 7    | ラリー・ペイン                 | シンシナティ・レッズ           | 投手     | ハンツビル高校                   |
| 8    | ディック・ラスベン             | ミネソタ・ツインズ             | 投手     | カリフォルニア州立大学フレズノ校 |
| 9    | スティーブ・エングリッシュベイ | ヒューストン・アストロズ       | 外野手   | サウスヒューストン高校           |
| 10   | デーブ・チョーク               | カリフォルニア・エンゼルス     | 三塁手   | テキサス大学オースティン校       |
| 11   | プレストン・ハンナ             | アトランタ・ブレーブス         | 投手     | エスカンビア高校                 |
| 12   | マイク・オンディーナ           | シカゴ・ホワイトソックス       | 外野手   | コルドバ高校                     |
| 13   | リチャード・ベンツォン         | ニューヨーク・メッツ           | 捕手     | リッチウッズ高校                 |
| 14   | スコット・マクレガー           | ニューヨーク・ヤンキース       | 投手     | エル・セグンド高校               |
| 15   | ブライアン・バーノイ           | シカゴ・カブス                 | 投手     | ラ・クインタ高校                 |
| 16   | ジョエル・ビショップ           | ボストン・レッドソックス       | 遊撃手   | マックラッチー高校               |
| 17   | ジョン・ハルビン               | ロサンゼルス・ドジャース       | 遊撃手   | ニューベリー大学                 |
| 18   | ジェイミー・カーク             | カンザスシティ・ロイヤルズ     | 遊撃手   | セントポール高校                 |
| 19   | ロン・ドレスラー               | サンフランシスコ・ジャイアンツ | 投手     | マディソン高校                   |
| 20   | ジェリー・マニエル             | デトロイト・タイガース         | 遊撃手   | コルドバ高校                     |
| 21   | ダン・ラーソン                 | セントルイス・カージナルス     | 投手     | アルハンブラ高校                 |
| 22   | チェット・レモン               | オークランド・アスレチックス   | 遊撃手   | フレモント高校                   |
| 23   | ドウェイン・ペルチェ           | ピッツバーグ・パイレーツ       | 遊撃手   | サーバイト高校                   |
| 24   | ケン・トーマス                 | ボルチモア・オリオールズ       | 捕手     | クリアフォーク高校               |

*未契約